# Skattkammaren (rollspel)
Skattkammaren var det tredje av tre regel- och världslösa rollspelshjälpmedel från det amerikanska förlaget Flying Buffalo som Äventyrsspel översatte och gav ut 1987 och 1988.
Skattkammaren innehåller beskrivningar av 31 magiska föremål och vapen tillsammans med 42 spelledarpersoner. Föremålen och spelledarpersonerna är beskrivna enligt en skala från "dålig" till "utmärkt" för att medge anpassning till olika regelsystem. Varje beskrivet föremål innehåller dessutom några äventyrsuppslag som kan tjäna som inspiration för spelledaren.